# Erebomorpha modesta
Erebomorpha modesta är en fjärilsart som beskrevs av Louis Beethoven Prout 1928. Erebomorpha modesta ingår i släktet Erebomorpha och familjen mätare. Inga underarter finns listade i Catalogue of Life.